# 고헨치촌
고헨치촌(御返地村)은 이와테현 니노헤군에 설치되었던 촌이다. 현재의 니노헤시에 해당한다.